# Saison 2015 du Tour européen PGA
Navigation
Édition précédente Édition suivante
Le circuit européen de golf 2015 est le circuit européen de golf qui se déroule sur l'année 2015, entre décembre 2014 et novembre 2015. L'évènement est organisé par la PGA européenne et la plupart des tournois se tiennent en Europe. La saison s'articule autour de 51 tournois dont les quatre tournois majeurs que sont le Masters, l'Open américain, l'Open britannique et le championnat de la PGA.

## Tournois
| Dates                      | Tournoi                           | Vainqueur            | Gains totaux   |
| -------------------------- | --------------------------------- | -------------------- | -------------- |
| 4 au 7 décembre            | Nedbank Golf Challenge            | Branden Grace        | 6 500 000 $    |
| 11 au 14 décembre          | Alfred Dunhill Championship       | Danny Willett        | 1 500 000 €    |
| 8 au 11 janvier            | Open d'Afrique du Sud             | Andy Sullivan        | 14 000 000 ZAR |
| 15 au 18 janvier           | Abu Dhabi Golf Championship       | Gary Stal            | 2 700 000 $    |
| 21 au 24 janvier           | The Commercial Bank Qatar Masters | Branden Grace        | 2 500 000 $    |
| 29 janvier au 1er février  | Omega Dubai Desert Classic        | Rory McIlroy         | 2 650 000 $    |
| 5 au 8 février             | Maybank Malaysian Open            | Anirban Lahiri       | 2 750 000 $    |
| 12 au 15 février           | Thailand Classic                  | Andrew Dodt          | 2 000 000 €    |
| 19 au 22 février           | Hero Indian Open                  | Anirban Lahiri       | 1 500 000 €    |
| 26 février au 1er mars     | Joburg Open                       | Andy Sullivan        | 14 500 000 ZAR |
| 5 au 8 mars                | Cadillac Championship             | Dustin Johnson       | 9 000 000 $    |
| 5 au 8 mars                | Open d'Afrique                    | Trevor Fisher Jnr    | 14 500 000 ZAR |
| 12 au 15 mars              | Tshwane Open                      | Georges Coetzee      | 18 500 000 ZAR |
| 19 au 22 mars              | Open de l'île de Madère           | Roope Kakko ,        | 600 000 €      |
| 26 au 29 mars              | Trophée Hassan II                 | Richie Ramsay        | 1 500 000 €    |
| 9 au 12 avril              | Le Masters                        | Jordan Spieth        | 9 000 000 $    |
| 16 au 19 avril             | Shenzhen International            | Kiradech Aphibarnrat | 2 500 000 $    |
| 23 au 26 avril             | Volvo China Open                  | Ashum Wu             | 20 000 000 RMB |
| 29 avril au 3 mai          | Cadillac Match Play Championship  | Rory McIlroy         | 9 250 000 $    |
| 7 au 10 mai                | AfrAsia Bank Mauritius Open       | Georges Coetzee      | 1 000 000 €    |
| 14 au 17 mai               | Open d'Espagne                    | James Morrison (en)  | 1 500 000 €    |
| 21 au 24 mai               | BMW PGA Championship              | Byeong Hun An        | 5 000 000 €    |
| 28 au 31 mai               | Irish Open                        | Soren Kjeldsen       | 2 000 000 €    |
| 4 au 7 juin                | Nordea Masters                    | Alex Noren           | 1 500 000 €    |
| 11 au 14 juin              | Open d'Autriche                   | Chris Wood           | 1 500 000 €    |
| 18 au 21 juin              | Open américain                    | Jordan Spieth        | 9 000 000 €    |
| 25 au 28 juin              | BMW International Open            | Pablo Larrazabal     | 2 000 000 €    |
| 2 au 5 juillet             | Open de France                    | Bernd Weisberger     | 3 000 000 €    |
| 09 au 12 juillet           | Open d'Écosse                     | Rickie Fowler        | 3 250 000 £    |
| 16 au 19 juillet           | Open britannique                  | Zach Johnson         |                |
| 23 au 26 juillet           | Omega European Masters            | Danny Willett        | 2 700 000 €    |
| 30 juillet au 2 août       | Paul Lawrie Match Play            | Kiradech Aphibarnrat | 1 000 000 €    |
| 6 au 9 août                | Bridgestone Invitational          | Shane Lowry          | 9 250 000 $    |
| 13 au 16 août              | Championnat de la PGA             | Jason Day            | 10 000 000 $   |
| 20 au 23 août              | Made in Denmark                   | David Horsey         | 1 500 000 €    |
| 27 au 30 août              | Masters de République Tchèque     | Thomas Pieters       | 1 000 000 €    |
| 3 au 6 septembre           | Open de Russie                    | Lee Slattery         | 1 000 000 €    |
| 10 au 13 septembre         | KLM Open                          | Thomas Pieters       | 1 800 000 €    |
| 17 au 20 septembre         | Open d'Italie                     | Rikard Karlberg      | 1 500 000 €    |
| 24 au 27 septembre         | European Open                     | Thongchai Jaidee     | 2 000 000 €    |
| 1 au 4 octobre             | Dunhill Links Championship        | Thorbjorn Olesen     | 5 000 000 $    |
| 8 au 11 octobre            | British Masters                   | Matthew Fitzpatrick  | 3 000 000 £    |
| 15 au 18 octobre           | Portugal Masters                  | Andy Sullivan        | 2 000 000 €    |
| 22 au 25 octobre           | Open de Hong Kong                 | Justin Rose          | 2 000 000 $    |
| 29 octobre au 1er novembre | Turkish Airlines Open             | Victor Dubuisson     | 7 000 000 $    |
| 5 au 8 novembre            | HSBC Champions                    | Russell Knox         | 8 500 000 $    |
| 12 au 15 novembre          | BMW Masters                       | Kristoffer Broberg   | 7 000 000 $    |
| 19 au 22 novembre          | Dubai World Championship          | Rory McIlroy         | 8 000 000 $    |

## Classement final
| Rang                                           | Golfeur          | Points    |
| ---------------------------------------------- | ---------------- | --------- |
| 1                                              | Rory McIlroy     | 4 727 253 |
| 2                                              | Danny Willett    | 3 670 310 |
| 3                                              | Branden Grace    | 3 056 948 |
| 4                                              | Justin Rose      | 2 827 024 |
| 5                                              | Shane Lowry      | 2 729 144 |
| 6                                              | Louis Oosthuizen | 2 711 457 |
| 7                                              | Byeong Hun An    | 2 417 356 |
| 8                                              | Andy Sullivan    | 2 263 573 |
| 9                                              | Bernd Wiesberger | 2 163 180 |
| 10                                             | Thongchai Jaidee | 2 150 076 |
| source: europeantour.com Classement final 2015 |                  |           |